# FC Arda Kardzhali
El Arda Kardzhali (en búlgaro: ФК Арда Кърджали) es un equipo de fútbol de Bulgaria que juega en la Liga Profesional de Bulgaria, la primera división de fútbol en el país.

## Historia
Fue fundado el 10 de agosto de 1924 en el poblado de Kardzhali con el nombre Rodopski Sokol, aunque más tarde lo cambiaron por Arda en relación con el río Arda, aunque entre 1945 y 1957 se llamó Minyor.
En la temporada 1959/60 el club llega a los cuartos de final de la Copa de Bulgaria y la mayor parte de su historia la pasaron entre la segunda y tercera división nacional hasta que el equipo fue disuelto en 2013 por razones financieras tras descender de la tercera división.

### Refundación
En 2015 el club es refundado como equipo de las ligas regionales, logrando el ascenso a la tercera división en 2016.
En junio de 2017 el club es comprado por el PSI Group, empresa nacional dedicada a la construcción de autopistas con el objetivo de realizar en el club un proyecto similar al del PFC Ludogorets Razgrad que ha dado resultados. Bajo la nueva administración logra el ascenso a la B PFG en la temporada 2017/18.
En su regreso a la segunda división nacional terminan en tercer lugar, donde luego de vencer en una ronda de playoff al PFC Septemvri Sofia logra el ascenso a la Liga Profesional de Bulgaria por primera vez en su historia.

## Palmarés
- Tercera Liga de Bulgaria: 1

2017/18
- Liga Regional A: 1

2015/16
- Copa Aficionada de Bulgaria: 1

2017/18

## Jugadores

### Jugadores destacados
- Dimitar Makriev

## Participación en competiciones de la UEFA
| Temporada | Torneo                  | Ronda         | Club               | Casa | Visita | Global |
| --------- | ----------------------- | ------------- | ------------------ | ---- | ------ | ------ |
| 2021-22   | Liga Conferencia Europa | Segunda ronda | Hapoel Be'er Sheva | 0–2  | 0–4    | 0–6    |